# Tuberfemurus kanokwanae
Tuberfemurus kanokwanae is een rechtvleugelig insect uit de familie doornsprinkhanen (Tetrigidae). De wetenschappelijke naam van deze soort is voor het eerst geldig gepubliceerd in 2014 door Storozhenko en Dawwrueng.